# Qırım
Qırım (с крымскотат. — «Крым») — седьмой студийный альбом украинской певицы Джамалы, первый крымскотатарский симфонически-этнический альбом в истории. Он вышел 5 мая 2023 года на лейбле Universal Music. Альбом состоит из 14 старинных песен на крымскотатарском языке. Презентация альбома вживую состоялась 5 мая в Киеве, на сцене Национальной оперы в сопровождении Национального симфонического оркестра Украины, мировая премьера альбома состоялась 11 мая в Ливерпуле совместно с одним из старейших оркестров Великобритании — BBC Philharmonic. Альбом вошел в лонглист премии Грэмми в категории Best Global Music Album, а также стал одним из лучших альбомов 2023 года по версии европейского журнала Beehype. Альбом попал в мировой музыкальный чарт Европы, он оказался на 6-м месте среди лучших релизов World Music Charts Europe. 9 марта 2024 года альбом Qırım получил Национальную премию Украины имени Тараса Шевченко в номинации «Музыкальное искусство».

## Стиль
В справке Национальной общественной телерадиокомпании Украины написано, что «Qırım — это первое сочетание симфонического языка с чистыми старинными крымскотатарскими мелодиями». Во время записи использовали традиционные для крымскотатарского народа музыкальные инструменты, такие как кавал, труба, скрипка, даре. Сама Джамала, в одном из интервью, подчеркивает, что для неё было важно не просто создать сборник народных песен. «Хотелось, чтобы в записи были только аутентичные инструменты без добавления продакшна. То есть подарить слушателям современный альбом, существующий вне времени, как пафосно это бы не звучало» — добавляет Джамала. В статье «Украинской правды» об альбоме Qırım отмечается, что композитор Артем Рощенко «позаботился о современной аранжировке композиций альбома», а записан он вместе с украинским дирижёром Кириллом Карабицем. Динамический диапазон симфонического оркестра на базе камерного ансамбля «Киевские солисты», который работал над альбомом, достигает 110 децибел. Для сравнения, диапазон громкости реактивного самолёта составляет 115 децибел.

## Реакция критики
Музыкальный критик Игорь Панасов считает, что альбом «по своей сути является культурным и гражданским манифестом». После киевской презентации он написал, что «на сцене Нацоперы вечером 5 мая, можно было увидеть особую Джамалу». «Не ту привычную, ищущую себя в фанке, соуле и джазе, с которыми тоже очень близка много лет, — но как с другой культурой. А ту, которая дышит музыкой, которая является частью её кровеносной системы с самого дня прихода в этот мир. Джамалу, которую невозможно представить отдельно от этой музыки, потому что она связана с ней телесно — через ряд поколений своего народа» — заключает музыкальный критик. По мнению Панасова, «именно Qırım помогает понять, откуда у неё в голосе тот тембр, который многим кажется „плачем“ и „страданием“». «Это и плач, и страдание, и радость, и триумф, и легкость, и молитва. Потому что эта интонация есть во всех 14 песнях, а они очень разные по настроению и темам — от мыслей о самоубийстве до дерзких танцев степняков-ногаев. Это росток, который пророс из её этно-корней, и оставляет крепкой связь Джамалы с этим фундаментом. Росток, иногда рвущийся в небеса огромным деревом, как в песне „1944“» — написал в своей рецензии Игорь Панасов.
Японский музыкальный журнал Música Terra назвал альбом Джамалы Qırım «великолепным произведением искусства».

## Признание
Альбом Qırım попал в мировой музыкальный чарт Европы, он оказался на 6-м месте среди лучших релизов World Music Charts Europe. Альбом ротируется на радиостанциях США, Канады, Великобритании, Германии, Чехии, Турции, Грузии, Нидерландов, Испании, Польши, Иордании, Греции, Японии и стран Латинской Америки.
27 сентября Джамала получила награду за альбом Qırım от украинской музыкальной премии Muzvar-2023 в категории «Музыкальное диджитал-наследие».
11 ноября 2023 года Представительство Президента Украины в Автономной Республике Крым сообщило, что альбом Qırım включили в лонглист премии Грэмми в категории Best Global Music Album. О номинации написала и сама Джамала: «Быть услышанной среди индийской и латиноамериканской музыки, которая ежегодно забирает награды, это уже много».
В декабре, на премии Megogo Music Awards 2023, альбом Qırım получил спецотличие «Музыка нашего единства» от канала Megogo Live как проект, посвященный единству и неделимости Украины.
По версии европейского онлайн-журнала Beehype, Qırım является одним из лучших альбомов 2023 года.
7 марта 2024 года объявлены номинанты Национальной музыкальной премии YUNA 2024, альбом Qırım номинирован в категории «Лучший альбом».
9 марта альбом получил Шевченковскую премию. Согласно указу президента Украины Владимира Зеленского, Национальная премия имени Тараса Шевченко 2024 года в номинации «Музыкальное искусство» присуждена артистке Сусане Джамаладиновой (Джамале) за альбом Qırım.

## Участники записи
- Джамала — вокал, аранжировка;
- Артем Рощенко — композитор-аранжировщик;
- Сергей Круценко — саунд-продюсер и продюсер записи;
- Макс Гладецкий — продюсер записи.

## История выпуска
| Регион   | Дата           | Версия      | Формат(ы)                     | Лейбл                                      | Примечания |
| -------- | -------------- | ----------- | ----------------------------- | ------------------------------------------ | ---------- |
| Весь мир | 5 мая 2023     | Стандартный | Цифровые скачивания, стриминг | Universal Music Polska                     | [ 18 ]     |
| Украина  | 25 квітня 2024 | Стандартный | Виниловая грампластинка (LP)  | Vinyla Records, Aby Sho Mzk & Igor Shamych | [ 19 ]     |